# Wapen van Dokkum

Het stadswapen van Dokkum, met de drie sterren en de wassende maan.

Het stadswapen van het Friese Dokkum bestaat uit een blauw schild met daarop 3 gele zespuntige sterren en een zilveren wassende maan met de punten naar beneden. Het wapen wordt gedekt met een gouden markiezenkroon. De beschrijving luidt:
Van lazuur beladen met 3 sterren van goud, geplaatst één en twee, verzeld van boven van een omgekeerd liggende halve maan van zilver. Het schild gedekt met een goude kroon.

## Geschiedenis
De oorsprong van het wapen komt vermoedelijk van het grootzegel dat in de 15e eeuw in Dokkum werd gebruikt. Dat grootzegel bestond uit een groot kerk (de Abdijkerk), waarboven een zon, een maan en 12 sterren afgebeeld stonden. Op een kleinere zegel waren er nog drie hemellichamen over met daarboven een wassenaar (dat is een wassende maan, dus in het eerste kwartier). Dit is de vermoedelijke afkomst van het stadswapen van Dokkum.
Dit is echter niet de enige verklaring. Een andere verklaring volgens de overlevering, is dat de halve maan is toegevoegd na de verovering van het Egyptische Damietta in 1219 tijdens de Vijfde Kruistocht. Hierbij speelden de Dokkumers samen met de Haarlemmers een bijzondere rol.
Een ander verhaal over de afkomst van het wapen is dat over het geslacht Riemersma. Deze invloedrijke familie uit de gemeente had een soortgelijk wapen. Het wapen van de familie bestond uit drie klavers van goud in een blauwe achtergrond met een omgekeerde wassenaar van zilver.
Tot 1984 was het wapen van de stad Dokkum tevens het gemeentewapen van de gelijknamige gemeente. In dat jaar werd Dokkum de hoofdplaats van de gemeente Dongeradeel. In het wapen van Dongeradeel keerden de drie sterren en de halve maan terug. Sinds 1 januari 2019 maakt de stad deel uit van de nieuw opgerichte gemeente Noardeast-Fryslân. In het wapen van Noardeast-Fryslân is een ster uit het gemeentewapen overgenomen. Deze ster kwam ook voor in de wapens van Ferwerderadeel en Kollumerland en Nieuwkruisland, die samen met Dongeradeel de nieuwe gemeente vormden.
Het wapen van Dokkum is op diverse plaatsen in de Dokkum terug te vinden, waaronder op gevelstenen, Dokkumer zilver, schilderijen en bruggen. Zo ook op de gevelsteen van de oostelijke toegang van Dokkum. Deze poort heet dan ook de Halvemaanspoort.

## Vergelijkbare wapens

Het gemeentewapen van de voormalige gemeente Dongeradeel
Het gemeentewapen van Noardeast-Fryslân